# Krv od tinte (roman)
Krv od tinte (orig.: Tintenblut, eng. Inkspell, što znači "Čarolija od tinte") je roman za mlade autorice Cornelije Funke. 2006. je osvojila Book Senseov Book of the Year (knjiga godine) u kategoriji dječje i literature za mlade.
Krv od tinte je drugi roman Trilogije Svijeta od tinte. 	Prvi roman, Srce od tinte, (2003) je kritički pozitivno primljen i pretvoren u veliki film u siječnju 2009. Treći roman, Smrt od tinte pušten je u prodaju 28. rujna 2007. u Njemačkoj. 

## Povijest puštanja u prodaju
Ovaj drugi dio trilogije, Krv od tinte, pušten u prodaju 1. listopada 2005., autorica isprva nije namjeravala napisati. No kako je rekla u posveti, bilo je to kako su likovi iz prve knjige rekli: priča nikad nije potpuno među koricama knjige, a počela se pitati što bi se dogodilo s njezinim likovima nakon kraja Srca od tinte.

## Radnja
Godina dana je prošla, no Meggie ni jedan dan nije prestala misliti na Srce od tinte, knjigu čiji su likovi oživjeli. Resa se vratila, no nijema. Lakoprsti se očajnički želi vratiti u knjigu. Kad nađe Orfeja, pokvarenog čovjeka s istom moći kao i Meggie i Mo, Orfej namjerno pročita samo rečenice koje će prenijeti Lakoprstog, no ne i Farida. Uskoro Farid uvjeri Maggie da ga odčita u knjigu, kako bi upozorio Lakoprstog na Bastu te opet postati njegov učenik. No, ovaj put, Meggie otkrije kako i Farida i sebe odčitati u Srce od tinte te to i učini. Odjednom, Mortola, Basta, Orfej i "čovjek velik kao ormar" provale u Elinorinu kuću i uhvate Mortimera, Resu, Elinor i Dariusa, dok Meggie i Farid nemaju pojma što se događa u drugom svijetu. Orfej odčita Bastu, Mortolu, Moa i Resu u Srce od tinte. Mortola, koja je izgubila razum, te napokon shvaća da je njen sin Jarac mrtav, u bijesu uzima pušku i puca u Mortimera. Resa otkriva da joj se glas vratio. Resa i Mo se kriju u Tajnom logoru, no tada otkrivaju da ostali misle da je ranjeni Mo misteriozni pristojni-razbojnik, poput Robina Hooda, zvan "Šojka". Pjesme o Šojki je zapravo izmislio Fengolio kad je stigao u Svijet od tinte, a kao predložak za Šojku Fengolio je upotrijebio Moa. Fengolio je sada u svojoj priči te nagovori Maggie da učita Cosima Lijepog natrag u priču s obzirom na to da je ovaj u međuvremenu umro. Zmijska Glava, glavni antagonist, želi ubiti Šojku (Moa). Mo i Resa su zarobljeni, a Mo ne može pobjeći jer ima smrtonosnu ranu. Meggie, Resa i Mo svi završe u dvorcu Zmijske Glave (dvorcu mraka), a Meggie je sklopila sporazum sa Zmijskom Glavom da će mu Mo uvesti knjigu koja će ga učiniti besmrtnim ako pusti Meggie, Resu, Moa, i ostale zarobljenike na slobodu. Ono što ne govori Zmijskoj Glavi je da ako se u knjigu napišu tri riječi (srce, krv, smrt) onaj koga knjiga čini besmrtnim će umrijeti. Ovdje je referenca na naslove triju knjiga. U međuvremenu, Farid i Lakoprsti su se ušuljali u dvorac uz pomoć pepela nevidljivosti, mješavine vatre i vode. Meggie i Farid fall tijekom putovanja kroz Svijet od Tinte. Basta kasnije ubije Farida, a potom Mo ubije Bastu. Tada Lakoprsti pozove Bijele žene (Sluškinje smrti), kako bi oživjele Farida, žrtvujući se. Farid oživi, a Meggie iščita Orfeja u priču koristeći Fengoliove zadnje pisane riječi (zakleo se da više neće pisati), iako Orfej odbija priznati da ga je ona iščitala (on tvrdi da se sam odčitao). Farid pristaje da će služiti Orfeju ako ovaj napiše nešto što će vratiti Lakoprstog. No Farid se pita: hoće li preživjeti dogovor i hoće li se Lakoprsti ikad vratiti?

## Likovi iz stvarnog svijeta
- Meggie Folchart dvanaestogodišnjakinja koja voli knjige. Moova i Resina je kćer i može čitajući naglas dovesti likove iz knjige u stvarnost. Otkad je upoznala Fengolia želi biti spisateljica. Zaljubljena je u Farida.

- Mortimer (Mo) Folchart  još zvan "Čudousti" i Mo, Meggin otac, Resin muž i knjigovezac. Može čitajući naglas dovesti likove iz knjige u stvarnost. Izbjegava čitati naglas.

- Teresa (Resa) Folchart zvana Resa. Meggieina majka, Moova žena i Elinorina najdraža nećakinja. Mo ju je slučajno odčitao u Srce od tinte i nije ju mogao iščitati. Oporavlja se od vremena kad je bila u Srcu od tinte. Voli pričati Meggie o Svijetu od Tinte

- Elinor Loredan Tetka Meggieine majke. Zovu je "žderačica knjiga". Voli skupljati knjige i smatra ih svojom djecom. Sad živi s Moom, Resom, Meggie i Dariusom.

- Fenoglio Još zvan "Tkalac riječi". Autor Srca od tinte (u knjizi), starac koji je učitan u priču pri kraju Srce od tinte (roman)|Srca od tinte.

- Farid – Dječak iz Tisuću i jedne noći. Lakoprstov učenik. Beznadno zaljubljen u Meggie. Vrlo vezan uz Lakoprstog i želi naučiti kako "krotiti" vatru.

- Darius Mucavi Jarčev čitač, isto može iščitavati, no oštećuje likove zbog mucanja. Živi s Elinor i ostalima. Brine se o njenoj knjižnici. Kad je iščitao Resu, izgubila je glas.

- Orfej Farid ga zove "Siroliki". Odčita Lakoprstog natrag u Srce od tinte. Divi se toj knjizi.

## Likovi iz Svijeta od tinte
- Lakoprsti gutač vatre. Osim Gwina, našao je drugu lasicu zvanu Džink.

- Roksana Lakoprstova žena

- Šarena družina Skupina putujućih zabavljača kojima su Lakoprsti i Roksana pripadali. Vođa im je Crni Princ.

- Crni princ Bacač noževa, Lakoprstov dugogodišnji prijatelj, vođa Šarene družine

- Nebeski plesač hodač na žici.

- Knez Dionizije Debeli Otac Cosima Lijepog. Nakon sinove smrti znan kao "Tužni knez".

- Zmijska Glava Tiranin koji se ne boji ničega osim smrti. Bio je nadređeni Jarcu i njegovim ljudima.

- Mortola Zvana Svraka. Poludjela nakon smrti sina. Iz osvete upucala Moa.

- Basta Jarčev bivši sluga koji se ne odvaja od noža, razrezao Lakoprstom lice.

- Violante Još zvana 'Violante Ružna' jer ima ružan veliki madež preko cijelog desnog obraza. Nesretna Cosimova žena, kćer Zmijske glave i Jacopova majka.

- Rosenquartz – Fengoliov stakleni čovjek.

- Cosimo Lijepi Preminuli sin kneza Dionizija Debelog.

- Jehan Sin Roksane i njenog preminulog drugog muža.

- Brianna Kćer Roksane i Lakoprstog, Violanteina sluškinja.

- Minevra Fenogliova zemljoposjednica.

- Ivo i Despina Minevrini sin i kćer.

- Vatreni lisac Jarčev nasljednik, glavni tjelesni čuvar Zmijske glave.

- Rasparač Bivši Jarčev sluga.

- Fućkalo Pjevač zmijske glave. Voli osobito krvave i morbidne pjesme.

- Taddeo Knjižničar u dvorcu mraka.

- Balbulus Iluminator u knjižnici dvorca u Ombri.

- Kopriva Žena  koja napitcima i biljkama liječi ljude.

- Baptisa

- Gwin Rogata lasica, Lakoprstev ljubimac.

- Džink Još jedna rogata lasica.

- Jacopo Sin Violante i Cosima Lijepog.

## Kritike
Kritike za Krv od tinte uglavnom su bile pozitivne. Publishers Weekly ju je opisao kao "čarobnu...stručno miješa sreću, bol, neizvjesnost i magiju." Booklist su rekli, "Čitatelji mogu prije svakog poglavlja uživati u mnogim citatima pisaca kao što su: Margaret Atwood, David Almond, Kate DiCamillo, Harper Lee, Pablo Neruda, Philip Pullman, J.K. Rowling i T.H. White. Ukratko, knjiga za one koji vole čitati."

## Filmska adaptacija
Prema The New York Times-u, film Krv od tinte je već proglašen.[nedostaje izvor]

## Vanjske poveznice
- Svijet Cornelije Funke
- Službena stranica Cornelije Funke
- Wikipedija Srca od tinte